# Photonics and Nanostructures - Fundamentals and Applications
Photonics and Nanostructures - Fundamentals and Applications (abrégé en Photonics Nanostruct.) est une revue scientifique trimestrielle à comité de lecture qui publie des articles de revue dans le domaine des cristaux photoniques.
D'après le Journal Citation Reports, le facteur d'impact de ce journal était de 1,575 en 2017. Actuellement, les directeurs de publication sont H. Benisty, T. F. Krauss, E. Ozbay et C. M. Soukoulis.